# حمد جاسم (لاعب كرة قدم كويتي)
حمد جاسم، لاعب كرة قدم كويتي سابق. لعب مع نادي الصليبيخات. سجل هدف في مرماه في مباراة نادي الصليبيخات ونادي القادسية الكويتي والتي انتهت 0-5 لمصلحة نادي القادسية الكويتي في كأس الأمير 2006/2007.